# Dhenkanal
Dhenkanal là một thành phố và khu đô thị của quận Dhenkanal thuộc bang Orissa, Ấn Độ.

## Địa lý
Dhenkanal có vị trí 20°40′B 85°36′Đ / 20,67°B 85,6°Đ Nó có độ cao trung bình là 80 mét (262 feet).

## Nhân khẩu
Theo điều tra dân số năm 2001 của Ấn Độ, Dhenkanal có dân số 57.651 người. Phái nam chiếm 53% tổng số dân và phái nữ chiếm 47%. Dhenkanal có tỷ lệ 79% biết đọc biết viết, cao hơn tỷ lệ trung bình toàn quốc là 59,5%: tỷ lệ cho phái nam là 84%, và tỷ lệ cho phái nữ là 74%. Tại Dhenkanal, 10% dân số nhỏ hơn 6 tuổi.